# Rahe (Marskrater)
Rahe ist ein Krater auf dem Planeten Mars im Tharsis-Quadranten, der zwischen den Vulkanen Ceraunius Tholus und Uranius Tholus liegt. Er hat einen Durchmesser von etwa 34 Kilometern und wurde nach Jürgen Rahe, einem deutsch-amerikanischen Astronomen und Direktor des NASA-Wissenschaftsprogramms, benannt.